# Raúl Schiaffino
Raúl Antonio Schiaffino Villalba (nac. 7 de diciembre de 1923, Pocitos, Montevideo, Uruguay) fue un futbolista uruguayo. Jugaba de delantero en el Club Atlético Peñarol de Uruguay, con el cual ganó dos Campeonatos Uruguayos y fue nombrado goleador y jugador del año 1945. Era el hermano mayor de Juan Alberto Schiaffino.

## Biografía
De niño, nacido y criado en Pocitos, era apasionado por el fútbol al igual que su hermano Pepe. Juntos se hicieron famosos en los equipos del barrio y sus metas pronto llegaron más lejos. De padre bolsilludo, cuando Raúl tenía 16 años un vecino le dio una tarjeta de recomendación para irse a probar a Nacional. Lo ficharon de inmediato pero, como lo contó el mismo,

"Paulatinamente dejé de ir a las prácticas porque no me sentía cómodo. No sé... no me gustaba el ambiente".

El Toto y el Pepe siguieron cultivando fama en los potreros y ligas de barrio, hasta que en 1943 Peñarol organizó un campeonato juvenil en Las Acacias al que Raúl fue llamado.

"Ganamos el campeonato y yo hice goles en todos los partidos. Al segundo o tercero que jugamos llevé también a mi hermano. Enseguida, aún antes que terminara el campeonato me hablaron el ruso Scavino, empleador de Peñarol, y Beunza, dirigente de las inferiores, para ficharme. Acepté. Me preguntaron si fichaban a mi hermano. Yo les dije que sí, que lo ficharan, porque en unos pocos años iba a jugar más que yo".

En 1944 Schiaffino jugó unos pocos partidos en Primera, pero al año siguiente se ganaría su puesto. Obdulio Varela, Ernesto Vidal y él fueron los únicos que jugaron los 29 partidos oficiales de esa temporada.
La prensa no escatimaba elogios para su dominio de la pelota, la elegancia de sus desplazamientos, su maestría e inteligencia para el pase y su oportunismo para el gol. 
Un periodista brasileño dijo:

"Schiaffino orienta, traza directrices, polariza en sí la cristalización de todo el saber del equipo cuando éste debe embestir con dirección y con acierto".

Los hinchas siempre a la búsqueda del sucesor de Piendibene, pronto lo llamaron el "Pequeño Maestro". Sus jugadas y sus goles quedarían en el recuerdo.
Para la temporada de 1946, Raúl era la figura más popular del fútbol uruguayo, consagrado por una votación organizada por el diario La Razón, Radio América y la canchada deportiva. Luego de dos partidos donde su Peñarol ganara 8 a 0 ante Miramar, con tres goles del "Toto"; y de un 4 a 1 a Progreso, llegó la tercera, un 10 de agosto de 1946, donde el resultado sería 3 a 0 frente a Rampla Juniors. En medio de ese partido Schiaffino sintió un tirón en la pierna.

"Seguí jugando e incluso hice un gol de cabeza. Pero cuando los médicos me examinaron después del partido diagnosticaron un desgarramiento.".

Un mes después, el 29 de setiembre, Schiaffino volvió contra Wanderers, pero el desgarro no estaba totalmente curado y nuevamente estuvo un mes sin jugar. Reapareció, jugó tres partidos y el 10 de noviembre contra River Plate, prácticamente se cerró su breve y fulgurante carrera.

"Apenas había empezado el partido volví a sentir el tirón. Ese fue el fin de mi carrera deportiva.
Al año siguiente, al principio de la temporada, jugué siete partidos, pero «[...] la lesión era muy difícil de curar. Además yo tenía propensión a aumentar de peso. Hubiera sido necesario que me cuidara estrictamente y a los veintitrés años de edad, yo no tenía mucho empeño por hacerlo»".

A los 23 años, la fugaz estrella del "Toto" Schiaffino se apagaba. Ya no volverían a jugar juntos los dos hermanos.

## Selección nacional
Fue internacional con la Selección de Uruguay en 7 ocasiones y marcó un gol. 
Debutó el 18 de julio de 1945 ante la Selección Argentina por la Copa Lipton, partido que terminó en empate 2 a 2 en el Centenario. 
El 5 de enero de 1946 marcó su primer y único gol en la selección celeste, cuando derrotaron por 4 a 3 a la Selección de Brasil por la Copa Río Branco.

### Participaciones en Copa América
| Torneo                       | Sede      | Resultado    | Partidos | Goles |
| ---------------------------- | --------- | ------------ | -------- | ----- |
| Campeonato Sudamericano 1946 | Argentina | Cuarto lugar | 4        | 0     |

### Detalles de sus participaciones
| Partidos | Partidos  | Partidos  | Partidos             | Partidos                | Partidos          | Partidos | Partidos    | Partidos | Partidos              | Partidos      | Partidos |
| Nº       | Rival     | Resultado | Fecha                | Lugar                   | Competencia       | Goles    | Asistencias | Tarjetas | Cambio                | DT            | Ref.     |
| -------- | --------- | --------- | -------------------- | ----------------------- | ----------------- | -------- | ----------- | -------- | --------------------- | ------------- | -------- |
| 1        | Argentina | 2:2 (1:2) | 18 de julio de 1945  | Montevideo, Uruguay     | Copa Lipton       | -        | -           | -        | 45' Nicolás Falero    | Pedro Cea     |          |
| 2        | Brasil    | 4:3 (1:2) | 5 de enero de 1946   | Montevideo, Uruguay     | Copa Río Branco   | 54'      | -           | -        | -                     | Aníbal Tejada |          |
| 3        | Brasil    | 1:1 (1:1) | 10 de enero de 1946  | Montevideo, Uruguay     | Copa Río Branco   | -        | -           | -        | -                     | Aníbal Tejada |          |
| 4        | Chile     | 1:0 (1:0) | 16 de enero de 1946  | Buenos Aires, Argentina | Sudamericano 1946 | -        | -           | -        | -                     | Aníbal Tejada |          |
| 5        | Brasil    | 3:4 (2:4) | 23 de enero de 1946  | Buenos Aires, Argentina | Sudamericano 1946 | -        | -           | -        | -                     | Aníbal Tejada |          |
| 6        | Argentina | 1:3 (0:1) | 2 de febrero de 1946 | Buenos Aires, Argentina | Sudamericano 1946 | -        | -           | -        | 75' José María Medina | Aníbal Tejada |          |
| 7        | Paraguay  | 1:2 (0:1) | 8 de febrero de 1946 | Buenos Aires, Argentina | Sudamericano 1946 | -        | -           | -        | -                     | Aníbal Tejada |          |

## Clubes
| Club    | País    | Período     | Partidos | Goles |
| ------- | ------- | ----------- | -------- | ----- |
| Peñarol | Uruguay | 1944 - 1948 | 80       | 77    |

### Estadísticas
| C. A. Peñarol · Uruguay                                                                         | 1.ª           | 1944          | 1  | 0  | -  | -  | - | - | -  | -  | 1  | 0  | 0    |
| C. A. Peñarol · Uruguay                                                                         | 1.ª           | 1945          | 18 | 19 | 9  | 8  | 2 | 1 | 11 | 18 | 40 | 46 | 1,15 |
| C. A. Peñarol · Uruguay                                                                         | 1.ª           | 1946          | 7  | 5  | 9  | 7  | 2 | 0 | 9  | 13 | 27 | 25 | 0,92 |
| C. A. Peñarol · Uruguay                                                                         | 1.ª           | 1947          | 4  | 1  | 2  | 1  | - | - | 6  | 4  | 12 | 6  | 0,5  |
| Total carrera                                                                                   | Total carrera | Total carrera | 30 | 25 | 20 | 16 | 4 | 1 | 26 | 35 | 80 | 77 | 0.96 |
| (1) Incluye datos de la Copa Aldao (1945) y de la Copa de Confraternidad Escobar-Gerona (1946). |               |               |    |    |    |    |   |   |    |    |    |    |      |

### Hat-tricks
Actualizado a fin de trayectoria.
| 1  | 4 de marzo de 1945    | Centenario, Montevideo       | Peñarol 3–2 Rosario Central      |  | Copa Amistad             |
| 2  | 21 de abril de 1945   | Centenario, Montevideo       | Peñarol 5–1 Liverpool            |  | Torneo Competencia 1945  |
| 3  | 26 de junio de 1945   | Centenario, Montevideo       | Peñarol 6–0 Combinado de Melo    |  | Amistoso                 |
| 4  | 19 de agosto de 1945  | Centenario, Montevideo       | Peñarol 4–0 Sud América          |  | Campeonato Uruguayo 1945 |
| 5  | 7 de octubre de 1945  | Centenario, Montevideo       | Peñarol 5–2 Rampla Juniors       |  | Campeonato Uruguayo 1945 |
| 6  | 27 de octubre de 1945 | Centenario, Montevideo       | Peñarol 6–1 Sud América          |  | Campeonato Uruguayo 1945 |
| 7  | 23 de febrero de 1946 | Centenario, Montevideo       | Peñarol 8–0 Selección de Florida |  | Amistoso                 |
| 8  | 7 de abril de 1946    | Campeones Olímpicos, Florida | Peñarol 4–1 Selección de Florida |  | Amistoso                 |
| 9  | 14 de abril de 1946   | Centenario, Montevideo       | Peñarol 9–1 Progreso             |  | Amistoso                 |
| 10 | 21 de julio de 1946   | Centenario, Montevideo       | Peñarol 8–0 Miramar              |  | Campeonato Uruguayo 1946 |

## Palmarés

### Campeonatos nacionales
| Título              | Club    | País    | Año  |
| ------------------- | ------- | ------- | ---- |
| Campeonato Uruguayo | Peñarol | Uruguay | 1944 |
| Torneo de Honor     | Peñarol | Uruguay | 1945 |
| Campeonato Uruguayo | Peñarol | Uruguay | 1945 |
| Torneo Competencia  | Peñarol | Uruguay | 1946 |
| Torneo Competencia  | Peñarol | Uruguay | 1947 |
| Torneo de Honor     | Peñarol | Uruguay | 1947 |

### Distinciones individuales
| Distinción                                         | Año  |
| -------------------------------------------------- | ---- |
| Mejor Jugador del Campeonato Uruguayo              | 1945 |
| Máximo goleador del Campeonato Uruguayo (19 goles) | 1945 |